# 角盔螳属
角盔螳属（学名：Ceratocrania）为花螳科的一个属。

## 下属物种
本属包括以下物种：
- 大角盔螳 Ceratocrania macra Westwood, 1889
- 马来角盔螳 Ceratocrania malayae Wood-Mason, 1889